# كول بايرز
كول بايرز هو لاعب هوكي جليد كندي، ولد في 16 أبريل 1983 في Nipawin ‏ في كندا.

## وصلات خارجية
- كول بايرز على موقع EliteProspects.com (الإنجليزية)
- كول بايرز على موقع HockeyDB.com (الإنجليزية)